# Coreorgonal monoceros
Coreorgonal monoceros är en spindelart som först beskrevs av Eugen von Keyserling 1884.  Coreorgonal monoceros ingår i släktet Coreorgonal och familjen täckvävarspindlar. Inga underarter finns listade i Catalogue of Life.